# Peeta (artista)
Peeta, nome d'arte di Manuel di Rita (Provincia di Padova, 17 settembre 1980), è un artista, pittore e scultore italiano, noto per i suoi murali realizzati con la tecnica del graffitismo a effetto tridimensionale anamorfico che provoca il senso dell’illusione ottica.

## Opere
Per un elenco parziale ma non esaustivo, vedasi:

### Altro
- nave da crociera Norwegian Prima; si distingue per l’opera d'arte realizzata sullo scafo da Peeta e, per la prima volta su una nave NCL, si estende anche alla sovrastruttura anteriore[3][4] ricordando un po’ il camuffamento Dazzle.